# Falsomesosella
Falsomesosella är ett släkte av skalbaggar. Falsomesosella ingår i familjen långhorningar.

## Dottertaxa tillFalsomesosella, i alfabetisk ordning[1]
- Falsomesosella affinis
- Falsomesosella albofasciata
- Falsomesosella andamanica
- Falsomesosella annamensis
- Falsomesosella basigranulata
- Falsomesosella bhutanensis
- Falsomesosella bifasciata
- Falsomesosella breuningi
- Falsomesosella ceylonica
- Falsomesosella densepunctata
- Falsomesosella elongata
- Falsomesosella gardneri
- Falsomesosella gracilior
- Falsomesosella grisella
- Falsomesosella grisescens
- Falsomesosella horishana
- Falsomesosella javanica
- Falsomesosella mediofasciata
- Falsomesosella minor
- Falsomesosella nilghirica
- Falsomesosella obliquevittata
- Falsomesosella ochreomarmorata
- Falsomesosella parvula
- Falsomesosella perakensis
- Falsomesosella robusta
- Falsomesosella rufovittata
- Falsomesosella saigonensis
- Falsomesosella subalba
- Falsomesosella subunicolor
- Falsomesosella theresae
- Falsomesosella tranversefasciata
- Falsomesosella truncatipennis
- Falsomesosella unicolor